# Maria Virgo Reginakerk
De Maria Virgo Reginakerk is een rooms-katholiek kerkgebouw in de Gelderse plaats Bennekom.

## Geschiedenis
Sinds de Reformatie was er geen rooms-katholieke kerk meer geweest in Bennekom. Na de Tweede Wereldoorlog maakte Bennekom een groei door waardoor ook het aantal rooms-katholieken van buitenaf toenam. In 1947 werd door pastoor Eppink van de parochie Ede-Zuid besloten tot de oprichting van een bijstatie in Bennekom. In 1954 werd kapelaan Lutz van de Eusebiusparochie in Arnhem benoemd tot bouwpastoor. Deze vond de parochie in Elst bereid om het belangrijkste deel van de bouwkosten voor haar rekening te nemen. Op een aangekocht perceel aan de Heelsumseweg werd vervolgens op 10 maart 1957 de eerste steen gelegd voor de nieuwe kerk. De totale bouwkosten werden geraamd op 224.600 gulden. De kerk werd op 3 november 1957 als eerste kerk in Nederland gewijd aan Maria Virgo Regina. Dit naar aanleiding van de in 1954 door paus Pius XII uitgevaardigde encycliek Ad Caeli Reginam, waarin de liturgische gedachtenis van Maria Koningin werd ingesteld. Sinds 1 januari 2010 is de Maria Virgo Reginakerk een geloofsgemeenschap binnen de parochie Z. Titus Brandsma.

## Gebouw
Het ontwerp voor de kerk en de naastgelegen pastorie was van architect ir. Petrus Starmans uit Utrecht. Het gebouw heeft een verlenge voorgevel met aan de linkerzijde de doopkapel, waarbovenop de klokkentoren is geplaatst. Aan de rechterzijde is een ontmoetingsruimte. De architect beoogde met de kerk een buitenverblijf voor God te creëren met een kerkzaal waarbij kon worden gedacht aan de feestzaal waar Christus en de apostelen het Laatste Avondmaal vierden. Het priesterkoor wordt omringd door een zuilengalerij met achter in het midden een verhoging die de "troon van de Heer" symboliseert. De vloer van het koor bestaat uit grijze tegels waarin gekleurde stukken glas in 11 verschillende tinten zijn verwerkt. Hierbij moet worden gedacht aan teksten uit de Openbaring van Johannes. Daar wordt beschreven dat voor de troon een glazen zee als kristal zal zijn en dat de grondvesten van de muur van het nieuwe Jeruzalem met kostbare stenen zijn versierd.

### Mariabeeld
Aan de linkerzijde van het koor staat een houtgesneden Mariabeeld van de hand van Piet Jungblut. Het beeld kreeg al snel de bijnaam "Maria op de stoel". Het beeld laat Maria in zittende houding zien als jonge vrouw met koninklijke, maar eenvoudige uitstraling. Met de linkerhand wijst ze naar de troon van de Heer.

### Doopkapel
De doopkapel was versierd met (inmiddels niet meer aanwezige) glasfiguren in de vorm van sterren, vogels en bloemen naar ontwerp van Lex Ernste. De kapel bestond uit een voorruimte vanwaaruit werd afgedaald in de daadwerkelijke kapel. Tegenwoordig is de doopvont verplaatst naar de kerkzaal en is de kapel omgebouwd tot vergaderzaal annex opslagruimte.

### Orgel
In de kerk bevindt zich een orgel uit 1972 van de firma Pels & Van Leeuwen. Hieronder volgt de dispositie:
| Manuaal C-g’’’   |        |
| Roerfluit        | 8' B/D |
| Prestant         | 4' B/D |
| Gedekte Fluit    | 4' B/D |
| Octaaf           | 2' B/D |
| Mixtuur IV sterk | B/D    |

| Pedaal |     |
| Subbas | 16' |

Speelhulp: pedaalkoppel